# Acta Phytotaxonomica Sinica
Acta Phytotaxonomica Sinica, (abreujat Acta Phytotax. Sin.), va ser una revista il·lustrada amb descripcions botàniques que va ser editada per l'Acadèmia Xinesa de les Ciències. Es van publicar 45 números entre els anys 1951-2007. Va ser substituïda per Journal of Systematics and Evolution.